# Sibirisk lärk
Sibirisk lärk (Larix sibirica) är art i familjen tallväxter. Det är ett pionjärträd med utbredning över stora delar av nuvarande Ryssland, men även i Mongoliet och Kina (Xinjiang). Trädet är mycket vanligt i sitt utbredningsområde.
Trädet kan bli upp till 40 m högt med en stamdiameter på 80 cm. Barken är mörkt grå till mörkt brun och skrovlig. Kronan är konisk, grenarna hänger inte, de är gula eller gulgrå, glänsande, tätt håriga som unga, senare mer eller mindre kala. Vinterknopparna är nästan runda. Barren blir 2-4 cm långa, med spetsig eller rundad spets. Kottarna är först purpur- eller rödbruna, sällan gröna, de mognar till blekt bruna eller purpurbruna, äggrunda eller smalt äggrunda, 2,5–4,5 × 2–3,5 cm.
Sibirisk lärk växer bland annat i områden med permafrost. Under sommarhalvåret tinar bara det översta lagret av marken i vilket den sibiriska lärken växer. Underliggande markskikt förblir frusna varför marken inte dräneras. Lärken utvecklas alltså i mycket fuktig miljö och har därför mycket god rötbeständighet. Denna rötbeständighet beror på både arvsfaktorer, då arten utvecklats i miljöer där rötbeständighet är livsnödvändig, och på gynnsam selektion av varje individ.
Träkonstruktioner av sibirisk lärk var tidigare mycket vanliga för båtar och byggnader. Med modernare tekniker har bruket av träslaget fallit i glömska. På senare tid har dock träslaget fått en renässans på grund av en utbredd medvetenhet om de skadliga följderna av bruket av exotiska träslag som bland andra teak, liksom de miljöproblem som är förknippade med det utbredda bruket av tryckimpregnerat virke. Sibirisk lärk har en jämförelsevis god motståndskraft mot biologisk nedbrytning och kan ersätta impregnerat virke i många typer av användning.
Sibirisk lärk växer inte i vilt tillstånd i Sverige men kan planteras. 

## Synonymer
- Larix decidua subsp. sibirica (Ledebour) Domin
- Larix decidua var. sibirica (Ledebour) Regel
- Larix russica (Endlicher) Sabine ex Trautvetter
- Larix sukaczewii Dylis
- Pinus larix var. russica Endlicher.